# 第二宣言
『第二宣言』（だいにせんげん、Second manifeste du surréalisme）は、1930年にクラ社から出版されたアンドレ・ブルトンの著作である。すでに『第一宣言』以前からシュルレアリスムやブルトン自身に対する批判は続いていた。『第二宣言』はこれに答えた論争の書である。
とはいえ多くは純粋な文学理論の応酬というよりは個人攻撃の様相を呈している。攻撃の相手はかつての同志たちも多い。アントナン・アルトー、フィリップ・スーポー、ロベール・デスノス、ピエール・ナヴィル、ジョルジュ・バタイユ、など。「変節者」「裏切り」「除名」といった表現からもシュルレアリスム運動を統制しようとするブルトンの教条主義が見てとれる。
共産党との関係も微妙で、党員たちは彼の運動を疑いの目で見ていた。ブルトン自身は革命を目指すという意味でシュルレアリスムと共通点のある共産主義（史的唯物論）への信奉を表明していたが、プロレタリア文学への疑いを隠していない。作家は多くブルジョワ教育を受けているし、プロレタリア社会が将来どうなるかまったく未知であるという現実的理由の他に、思想が社会状況を変えることはあっても、社会状況が思想に影響を与えるようなことがあってはならないとする「思想の至高性」という理念を彼は抱いていた。またプロレタリア文学を標榜することで、一人の作家は名作を書くために一歩たりとも進んだことにはならない。自分で道を切り開いてゆく努力は他のどんな作家とも変わりはない、ともいう。
文学理論は第一宣言のときと変わってはいない。ロートレアモンに対する崇拝の念も揺るぎない。自動記述の根拠を彼はさまざまに形容する。「人間という名の幾重もの底を持った箱を無限に開くことのできる鍵」。「この声」（考えていると自分では思っていることとは違ったことを聞かせる内なる声、どこからこの声が聞こえてくるのかブルトンはわからないという）。おそらくはフロイトが下意識と呼ぶ働きからなにものかを引き出そうとする試み、これが伝統的に「霊感」と呼ばれているものの源泉である。自動記述は単なるなげやりな機械的態度ではない。表現しようとはしていなかったのに表現してしまうことを求めて行き、書いている自分のなかで起こりつつあることを観察する二重の意識を持たねばならない。
作中、ブルトンは2箇所で大文字の活字を使っている。「くそくらえ。」と「私は、シュルレアリスムの深遠にして真正な秘教化を要求する。」心霊術（テレパシー）も視野に入れている。
ブルトンは最後に一般大衆の称賛を求めてはならないという。これは高踏派、象徴派を引き継ぐ態度である。